# 特爾古尼亞姆茨

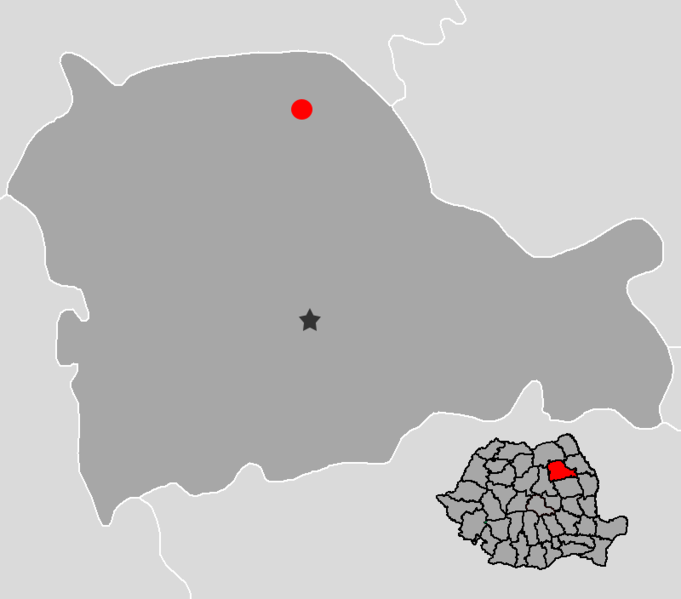

特爾古尼亞姆茨是羅馬尼亞的城鎮，位於該國東北部，距離首府皮亞特拉-尼亞姆茨30公里，由尼亞姆茨縣負責管轄，面積47.31平方公里，海拔高度368米，2009年人口20,778，大多數居民信奉東正教。

## 友好城市
- 法國 圣瑞斯特-圣朗贝尔